# Bill Pertwee
Bill Pertwee, teljes nevén William Desmond Anthony Pertwee (Amersham, Buckinghamshire, Egyesült Királyság, 1926. július 21. – Truro, Cornwall, 2013. május 27.) brit (angol) filmszínész, komikus. Ismert szerepei William Hodges felügyelő a Az ükhadsereg c. filmben és szappanoperában és Wilson kapitány a Csengetett, Mylord? televíziós vígjátéksorozatban. Unokafivérei Jon Pertwee és Michael Pertwee színészek. A Brit Birodalom Rendje kitüntetés birtokosa (MBE).

## Élete

### Származása
A buckinghamshire-i Amershamben született, három fiútestvér között legifjabbként. A család ősei francia hugenották voltak, a Pertwee családnevet a francia Perthuis-ből [ejtsd: pertüi] származtatták. Édesanyja brazíliai születésű nő volt. Apja, James Francis Carter Pertwee utazó ügynökként járta az országot. A család állandóan költözött egyik helyről a másikra, éltek Herefordban, Glasburyben, Colnbrookban, Newburyben, Blackheath-ben, Storringtonban, Westcliffben, Wilmingtonban és Worthingban. Az állandó költözés szétforgácsolta a Pertwee testvérek iskolai tanulmányait, gyakran változtattak iskolát, többek között járt a surrey-i Frensham Heights iskolába, a Dartford Technical College-ba és a Southend College-ba. 1938-ban apja megbetegedett és meghalt.
A második világháború kitörésekor a 16 éves Pertwee otthagyta az iskolát és beállt dolgozni egy vadászrepülőgép-alkatrészeket gyártó üzembe. Egy sérülés miatt alkalmatlannak minősítették a légierőben végzendő szolgálatra, a pilótákat oktató központba helyezték. A háború után a Londoni Tőzsdén dolgozott kishivatalnokként, majd a Burberry divatcégnél lett eladó.

### Színészi pályája
1955-ben kapta első (még névtelen) tévéfilmes szerepét. 1959-től rádiós vígjátékokban szerepelt. Televíziós show-műsorokban is rendszeresen fellépett, mint a fő sztár fellépését bevezető, „hangulatcsináló” komikus.
Legismertebb tévés szerepét 1968–1977 között a BBC Az ükhadsereg című háborús szappanoperájában (Magyarországon „Papák haptákban” címen is sugározták). William Hodges felügyelő szerepét Pertwee játszotta az eredeti sorozatban, a belőle készült mozifilmben, a rádiójáték-változatban, majd annak rádiós folytatásában is (It Sticks Out Half a Mile), melynek cselekménye már a háború után játszódik. Pertwee lett az  Ükhadsereg Kedvelői Társaságának (Dad’s Army Appreciation Society) elnöke. Később könyvet írt a sorozat elkészítéséről (Dad’s Army – The Making of a Television Legend).
1975-ben szerepelt Az ükhadsereg színpadi változatában (Dad’s Army stage show). Az EMI hanglemezkiadó kislemezen kiadta Norman Macleod zenész előadásában az „ükhadsereg” főcímdalát (Get Out And Get Under The Moon), a lemez B-oldalán Pertwee énekli a Hooligans c. dalt. 2008 júliusában, az eredeti sorozat indulásának 40. évfordulóján Pertwee is részt vett az „ükhadsereg” még élő tagjainak baráti találkozóján a londoni Imperial War Museumban. Haláláig a társaság segítője és szponzora maradt.
1971–1973 között Pertwee megjelent a Folytassa-filmsorozat három filmjében, bár csak kettőben látható, mert a Folytassa, amikor Önnek megfelel! filmbéli jeleneteit a végső változatból kivágták. Ezek mellett számos hasonló stílusú angol (és néhány francia) filmkomédiában játszott, köztük a Folytassa-sorozattal „konkurens” What’s Up-sorozat filmjeiben, a What’s Up Nurse!-ben (1977) és a What’s Up Superdoc!-ban (1978).
1988–1993 között a potyaleső Wilson rendőrbiztost játszotta nagy sikerrel a Csengetett, Mylord? (You Rang, M’Lord?) c. népszerű vígjátéksorozatban. Szerepelt a sorozathoz kapcsolt televíziós beszélgető műsorokban és kabaréműsorokban is.

### Magánélete, elhunyta
1956-ban feleségül vette a kanadai születésű Marion MacLeodot (1928–2005). Egy fiuk született, Jonathan „James” Pertwee (1966–), aki apjához hasonlóan szintén színész lett. Felesége 2005-ben elhunyt, az özvegy Pertwee nem nősült meg újra.
Jószolgálati munkájáért 2007-ben, a királynő hivatalos születésnapján megkapta a Brit Birodalom Rendje kitüntetést (MBE).
Utolsó filmszerepét 2012-ben játszotta, de egészsége ekkor már megrendült. 2013 májusában, 86 éves korában részt vett a thetfordi Ükhadsereg Múzeum (Dad’s Army Museum) ünnepélyes megnyitásán, bár gyengeséggel küzdött. Három nappal később, május 27-én otthonában, a cornwalli Truróban elhunyt.

## Főbb filmszerepei
- 1954: Fast and Loose, tévésorozat, névtelen szerep
- 1970: Cribbins, tévésorozat, önmaga, Bernard Cribbinsszel
- 1970: Folytassa a szerelmet! (Carry on Loving); kocsmáros
- 1971: Az ükhadsereg (Dad’s Army), mozifilm; William Hodges felügyelő
- 1971: Házi áldás (Bless This House); tévésorozat, Mr. Crawford
- 1971: Father, Dear Father, tévésorozat; Mr. Duffy
- 1971: The Magnificent Seven Deadly Sins; férfi Cockney-ből
- 1971: Folytassa, amikor Önnek megfelel! (Carry on at Your Convenience); a Whippit Inn (kocsma) vezetője (kivágták)
- 1973: A hangtompító (Le silencieux); rendőrautó sofőrje
- 1973: Folytassák, lányok! (Carry On Girls); tűzoltóparancsnok
- 1968–1977: Az ükhadsereg / Papák haptákban (Dad’s Army), tévésorozat; William Hodges felügyelő / dervisharcos
- 1978: What’s Up Superdoc!; Woodie
- 1978: What’s Up Nurse!; Flash Harry Harrison
- 1979–1980: Worzel Gummidge, tévésorozat; teherautósofőr / ceremóniamester
- 1982: Tom, Dick és Harriet (Tom, Dick and Harriet), tévésorozat; kocsmáros
- 1986: Hi-de-Hi!, tévésorozat; dühös kempingező
- 1988–1993: Csengetett, Mylord? (You Rang, M’Lord?), tévésorozat; Wilson rendőrbiztos
- 1994: Woof!, tévésorozat; Arthur
- 2012: Run for Your Wife; utas a buszon

## További információ
- Bill Pertwee a PORT.hu-n (magyarul)
- Bill Pertwee az Internetes Szinkronadatbázisban (magyarul)
- Bill Pertwee az Internet Movie Database-ben (angolul)
- Bill Pertwee a Rotten Tomatoeson (angolul)
- Bill Pertwee az AlloCiné weboldalán (franciául)
- Bill Pertwee Profile. Famousfix.com). (Hozzáférés: 2023. január 18.)
- ↑ AndrewRoss:  Andrew Ross. Carry On Actors: The Complete Who’s Who of the Film Series (angol nyelven). Fantom Publishing (2015). ISBN 1-906358-95-8
- ↑ RobertRoss:  Robert Ross. The Carry On Companion. London: B.T. Batsford (2002). ISBN 0-7134-8771-2
- Bill Pertwee, actor. comedy.co.uk
- ↑ Webber:  Richard Webber. The Complete A–Z of Everything Carry On. Harper & Collins (2005). ISBN 978-0-0071-8223-7